# سنحاريب ملكي
سنحاريب ملكي صباح (بالسريانية: ܣܢܚܪܝܒ ܡܠܟܐ) (مواليد 1 مارس 1984 في القامشلي) لاعب كرة قدم سرياني سوري دولي يجيد اللعب في خط الهجوم. محترف.
سنحاريب ملكي أو - سانا - كما يحب البعض تسميته حصل مؤخراً على لقب هداف العرب التاريخي في أوروبا بعد تسجيله الهدف رقم 140 بمسيرته في القارة العجوز ليتصدر قائمة الهدافين الدوليين العرب الذين احترفوا بكبرى الاندية الأوروبية  وتفوق على عدة أسماء ونجوم عربية سابقة وحالية منهم الجزائري رابح ماجر ومواطنه رفيق جبور والمصري محمد زيدان والمغربي مروان الشماخ والمغربي الآخر منير الحمداوي وغيرهم الكثيرين.
يحمل الجنسية السورية والبلجيكية بالإضافة لجواز سفر التركي.
انتقل مؤخراً من نادي قاسم باشا التركي إلى نادي الوكرة القطري.
سنحاريب سجل أول هدف له على المستوى القاري الأوروبي في موسم 2006/2007 بتصفيات الدوري الأوروبي مع فريقه السابق روزيلار البلجيكي ضد نادي فاردار المقدوني.

## روابط خارجية
- ملف شخصي - كووورة
- سنحاريب ملكي  على فيسبوك.
- سنحاريب ملكي على إنستغرام
- سنحاريب ملكي على موقع الاتحاد الدولي (مؤرشف)  (الإنجليزية)
- سنحاريب ملكي على موقع الاتحاد الأوربي (الإنجليزية)
- سنحاريب ملكي على موقع اتحاد تركيا (لاعب) (الإنجليزية)
- سنحاريب ملكي على موقع قاعدة بيانات كرة القدم.إي يو (الإنجليزية)
- سنحاريب ملكي على موقع بيانات كرة القدم. دي إي (الألمانية)
- سنحاريب ملكي على موقع ناشيونال فوتبول تيمز (الإنجليزية)
- سنحاريب ملكي على موقع Soccerway.com (الإنجليزية)
- سنحاريب ملكي على موقع عالم كرة القدم.نت (الإنجليزية)
- سنحاريب ملكي على موقع كووورة